# Saxifraga wahlenbergii
Saxifraga wahlenbergii — вид квіткових рослин родини ломикаменевих (Saxifragaceae). Ареал: Польща, Словаччина.

## Екологія
Зростає на вологих скелях і осипах, частіше на вапняках, у субальпійському та альпійському поясах.

## Морфологічна характеристика
Багаторічна трав'яниста рослина 2–10(15) см. Квітконосні стебла від висхідних до прямих, безлисті або лише рідко облистнені, голе. Листки в прикореневій розетці, оберненояйцеподібно-клиноподібні, спереду тупо 3–5-зубчасті. Квіток 1–3, ростуть із пазух приквітків. Пелюстки віночка білі, у 2–3 рази довші за чашечку. Плід — коробочка. Цвіте з квітня по серпень